# Atsuhiro Miura
Atsuhiro Miura - em japonês, 三浦 淳宏 - Miura Atsuhiro - Ōita, 24 de junho de 1974) é um ex-futebolista profissional japonês, que atuava como meia.

## Carreira
Em clubes, jogou por Yokohama Flügels,Yokohama F. Marinos, Tokyo Verdy, Vissel Kobe e Yokohama FC, onde encerrou a carreira em 2010.

## Seleção
Miura integrou a Seleção Japonesa de Futebol na Copa América de 1999.

## Títulos
Japão
- Copa da Ásia: 2000 e 2004